# Spilosoma rhea
Spilosoma rhea är en fjärilsart som beskrevs av Linst. 1911. Spilosoma rhea ingår i släktet Spilosoma och familjen björnspinnare. Inga underarter finns listade i Catalogue of Life.